# República Popular d'Hongria
La República Popular d'Hongria o República Popular hongaresa (en hongarès: Magyar Népköztársaság) fou el nom estatal oficial d'Hongria des de 1949 fins a 1989, durant el període comunista.

## Origen
Quan acabà la Segona Guerra Mundial, l'Exèrcit Roig ocupà Hongria, i el país entrà en l'òrbita soviètica. Cap a 1949, s'havia establert un tractat d'assistència mútua amb Hongria que atorgava el dret a la Unió Soviètica per una presència militar contínua.
Hongria encetà el període de postguerra com una democràcia burgesa multipartidista. Les eleccions del 4 de novembre de 1945 desembocaren en un govern de coalició, amb Zoltán Tildy com a primer ministre amb el 57% dels vots. Tot i això, el Partit Comunista Hongarès (que obtingué el 17% dels vots) va anar aconseguint, amb el suport dels soviètics, concessions del govern, seguint el que es va conèixer com la tàctica del salami. Pas a pas, el PCH va anar minant el poder del govern i va anar introduint-se en l'aparell de l'estat.
El dia 1 de febrer de 1946, Tildy abandonà el seu càrrec per convertir-se en el president de la república. Un mes i mig més tard, el 20 de març, el mariscal soviètic Kliment Voroshílov va forçar el govern a cedir el ministeri de l'Interior al PCH. El nou ministre László Rajk, va crear la policia política (Államvédelmi Hatóság o ÁVH), que intimidà, acusà falsament, empresonà i torturà qui fos necessari per suprimir l'oposició política. El partit comunista formà un govern de coalició després de les eleccions de 1947, en què fou el més votat. El breu període de democràcia s'acabà el 1948, quan el Partit Comunista Hongarès es fusionà amb el Partit Socialdemòcrata Hongarès i es creà el Partit dels Treballadors Hongaresos.
El líder dels socialdemòcrates, Béla Kovács, va ser detingut i enviat a Sibèria. Altres líders opositors, com Anna Kéthly, Ferenc Nagy o István Szabó van ser empresonats o enviats a l'exili. Cap a 1948 els líders dels partits no comunistes havien estat arrestats, silenciats o havien fugit.
El 18 d'agost de 1949, el parlament aprovà la nova Constitució d'Hongria, redactada amb la inspiració de la Constitució de 1936 de la Unió Soviètica. Es declarà la República Popular d'Hongria," el país dels treballadors i camperols" on "cada autoritat se sosté pel poble treballador". El socialisme va ser declarat l'objectiu principal de la nació. Es va adoptar un nou escut, amb símbols comunistes.

## Era estalinista (1949-1956)
Quan arribà al poder, Mátyás Rákosi exigí obediència completa dins el Partit dels Treballadors Hongaresos. El seu rival principal pel poder, László Rajk, ministre d'Assumptes Exteriors, fou detingut i confessà forçadament que era agent secret al servei de Miklós Horthy, Lleó Trotsky, Josip Broz Tito i l'imperialisme occidental i que havia participat en un complot per assassinat. Rajk va ser condemnat i executat. Fins i tot alguns dissidents que havien ajudat Rákosi van ser purgats. Aproximadament 2.000 persones foren executades, i més de 100.000 empresonades. Un 200.000 membres del partit foren expulsats per l'organització.
D'altra banda, Rákosi no tingué èxit amb la gestió de l'economia del país. El govern es feu cada cop més impopular, i -quan va morir Ióssif Stalin el 1953- Mátyás Rákosi fou substituït per Imre Nagy com a primer ministre. Tot i això, no abandonà el càrrec de secretari general del partit, cosa que li permeté disputar el lideratge a Nagy, en una amarga lluita pel poder.
La gestió de Nagy destacà per la profunda reforma que endegà de l'estat que havia heretat. Eliminà el control estatal dels mitjans de comunicació, animà el debat públic sobre les reformes, alliberà anticomunistes i parlà d'eleccions lliures i de la sortida del Pacte de Varsòvia. Des del partit, Rákosi emprengué una dura batalla contra el primer ministre, fins que el 9 de març de 1955 el Comitè Central del PT el condemnà per "desviació dretana". El 18 d'abril va ser acomiadat per l'Assemblea Nacional, i Mátyás Rákosi tornà a influir en el poder.
La figura de Rákosi fou qüestionada en un discurs per Nikita Khrusxov, el febrer de 1956, on denunciava la política estalinista i la dels seus seguidors a l'Europa de l'Est. El 18 de juliol de 1956], Rákosi va ser desposseït de qualsevol poder, per ordre de l'URSS, però va aconseguir assegurar-se el nomenament d'Ernő Gerő, amic íntim, com a successor seu.
El 3 d'octubre de 1956 el Comitè Central del Partit dels Treballadors va admetre públicament que condemnes a opositors havien estat injustes, i van rehabilitar la figura d'Imre Nagy com a membre del partit.

## Revolució hongaresa de 1956

Bandera dels revolucionaris.

La Revolució hongaresa va començar el 23 d'octubre de 1956 com una manifestació pacífica d'estudiants a Budapest, que demanaven diverses reivindicacions, fins i tot la fi de l'ocupació soviètica. L'Autoritat de Protecció Estatal (AVH) va intervenir-hi, detenint diversos manifestants i dispersant-los amb gasos lacrimògens. Quan va intentar alliberar els detinguts, la policia va disparar contra la gent i la població es va acabar amotinant per tota la capital.
L'endemà al matí, les unitats militars soviètiques van entrar a Budapest i ocuparen posicions clau. Els ciutadans i el soldats s'uniren per enfrontar-s'hi. El Comitè Central del Partit dels Treballadors va reaccionar fent primer ministre a Imre Nagy.
Mentre la violència se succeïa per tota la ciutat, els moviments polítics avançaven: el 28 d'octubre Nagy i alguns partidaris seus (com János Kádár, Géza Losonczy, Antal Apró, Károly Kiss, Ferenc Münnich o Zoltán Szabó prengueren el control del Partit dels Treballadors, que acabà transformant-se en el Partit Socialista dels Treballadors Hongaresos. Els consells dels treballadors i els comitè nacionals locals anaren florint per Hongria. El 30 d'octubre el primer ministre Nagy va anunciar que alliberava el cardenal József Mindszenty i altres presos polítics, i que volia abolir l'estat unipartidista. El dia 1 de novembre, en la que fou la decisió més polèmica de Nagy, feu públic que Hongria tenia la intenció de retirar-se del Pacte de Varsòvia i proclamar la neutralitat del país.
Nikita Khrusxov, líder de la Unió Soviètica, envià l'Exèrcit Roig a Hongria el 4 de novembre. Els tancs soviètics van capturar immediatament camps d'aviació, carretes i ponts hongaresos. Els enfrontaments es produïren per tot el país, i les forces hongareses foren derrotades ràpidament.
Durant la Revolució, van morir unes 20.000 persones, gairebé totes durant la intervenció soviètica. Imre Nagy fou detingut i substituït per János Kádár. Se l'empresonà i l'executaren el 1958.

## Govern post-revolució

Escut d'Hongria de 1957 a 1990.

Inicialment el primer ministre János Kádár va dirigir els càstigs contra els revolucionaris: 21.600 dissidents foren empresonats, 13.000 internats i 400 executats. Però a principis dels anys 60, el govern va anunciar una nova política amb el lema "Qui no està contra nosaltres, està amb nosaltres". Declarà una amnistia general i va anar contenint alguns excessos de la policia. Inicià un pla cultural i econòmic relativament liberal, amb la intenció d'imposar-se a l'hostilitat contra ell i el seu govern.

La bandera no oficial d'Hongria de 1957 a 1990.

El 1966, el Comitè Central aprovà el Nou Mecanisme Econòmic, amb la intenció de revisar l'economia. Amb l'augment de la productivitat, Hongria es convertí en un agent més competitiu en els mercat mundials, i assolí una prosperitat que l'ajudà a mantenir l'estabilitat política. Durant dues dècades, el govern hongarès rebé pressions i contrapressions perquè emprengués reformes polítiques i econòmiques menors. A principis dels 80, doncs, havia aconseguit algunes reformes econòmiques durables, havia limitat la liberalització política i havia perseguit una política exterior que animava a fer més comerç amb l'Oest.
El 1984, la primera ministra britànica Margaret Thatcher, símbol de l'oposició al comunisme, visità Hongria, en el que es considerà una mostra de l'estovament del règim.
Després de les reformes dins la Unió Soviètica i el fervor polític als països socialistes europeus a la segona meitat de la dècada dels anys vuitanta, els responsables del Partit dels Treballadors van decidir, el 1988, emprendre una sèrie de reformes econòmiques i agrícoles a Hongria. Conscients de la caiguda del règim marxista, van evitar la reforma nacionalista extrema impulsada per Slobodan Milošević a la República Federal Socialista de Iugoslàvia i van mirar cap a l'oest, apostant per l'alternança socialdemòcrata: perdre unes primeres eleccions multipartidistes i tornar després al poder.

## Transició al multipartidisme i l'economia de mercat
La transició d'Hongria a una democràcia a l'estil occidental fou una de les més discretes de l'antic bloc soviètic. Abans de la fi de 1988, els activistes dins el partit i els intel·lectuals de Budapest augmentaren la pressió pel canvi de règim. Alguns d'ells es feren socialistes reformistes, i d'altres començaren moviments que serien més propis din de partits. Els liberals joves formaren l'Aliança de Joves Demòcrates (FIDESZ); l'oposició nacional, el Fòrum Democràtic Hongarès (MDF) i un grup de l'oposició autoproclamada democràtica, l'Aliança dels Demòcrates Lliures (SZDSZ). L'activisme cívic no tenia tanta intensitat des de la Revolució del 56.
L'any 1988 Imre Pozsgay (líder comunista reformador) substituí Kádár com a secretari general del Partit Comunista. El 1989 el Parlament aprovà un "paquet de democràcia", que reconeixia, entre altres coses, el pluralisme de sindicat; la llibertat d'associació, assemblea i premsa; una nova llei electoral i una revisió radical de la constitució. La Unió Soviètica va reduir la intervenció al país després de signar un acord l'abril de 1989 per retirar les forces soviètiques el juny de 1991.
La unitat nacional culminà el juny de 1989 quan el país va sepultar –de nou– Imre Nagy, els seus socis i, simbòlicament, les altres víctimes de la revolució de 1956. Cap a final de l'estiu de 1989 es formà una taula rodona nacional amb presència dels nous partits, dels antics ja restablerts, el Comunista i altres grups socials per decidir els principals canvis en la constitució per preparar les eleccions lliures i la transició a un sistema polític democràtic.
L'octubre del 1989, el partit comunista convocà el seu últim congrés i es reformà com a Partit Socialista Hongarès (MSZP). En una sessió històrica del 16 al 20 d'octubre de 1989, el Parlament aprovà la llei que assegura eleccions parlamentàries multipartitàries i una elecció presidencial directa. La legislació transformà la República Popular d'Hongria en la República d'Hongria, garantint els drets humans i civils, i establint una estructura instituconal que assegurava la separació dels poders legislatiu, judicial i executiu.
El dia de la Revolució, el 23 d'octubre de 1989, el president interí, Mátyás Szűrös, proclamà oficialment la República d'Hongria.